# Al Lucas
Albert Thomas Lucas, detto Al (New York, 4 luglio 1922 – Levittown, 26 aprile 1995), è stato un cestista statunitense, professionista nella NBL e nella BAA.